# Plays Vince Guaraldi & Mose Allison
Plays Vince Guaraldi & Mose Allison (auch The Jerry Granelli Trio Plays Vince Guaraldi & Mose Allison) ist ein Jazzalbum des Jerry Granelli Trio mit Jamie Saft und Bradley Christopher Jones. Die um 2019 im Electric Plant Studio, Brooklyn, New York City, entstandenen Aufnahmen erschienen am 26. Juni 2020 auf RareNoise Records. Das Album ist eine Hommage an die beiden Musiker Vince Guaraldi und Mose Allison, mit denen Granelli in den 1960er- bzw. in den 1970er-Jahren arbeitete. Es war das letzte Album des Schlagzeugers, der im Juli 2021 im Alter von 80 Jahren starb.

## Hintergrund
Jerry Granelli, der in den Bands der beiden titelgebenden Musiker Schlagzeug gespielt hat, würdigte mit dem Album den tiefgreifenden Einfluss der beiden Figuren auf die Jazzszene in der San Francisco Bay Area während der Jugend des Schlagzeugers in den 1940er- und 1950er-Jahren. „Während und nach dem Krieg war San Francisco weit offen. Es gab einfach so viele Jazzclubs“, erklärt Granelli. „Mein Vater ging zu einer Jamsession, nahm mich mit und ließ mich bei der Polizistin an der Tür, während ich Shirley Temple’s trank. Es war wundervoll.“

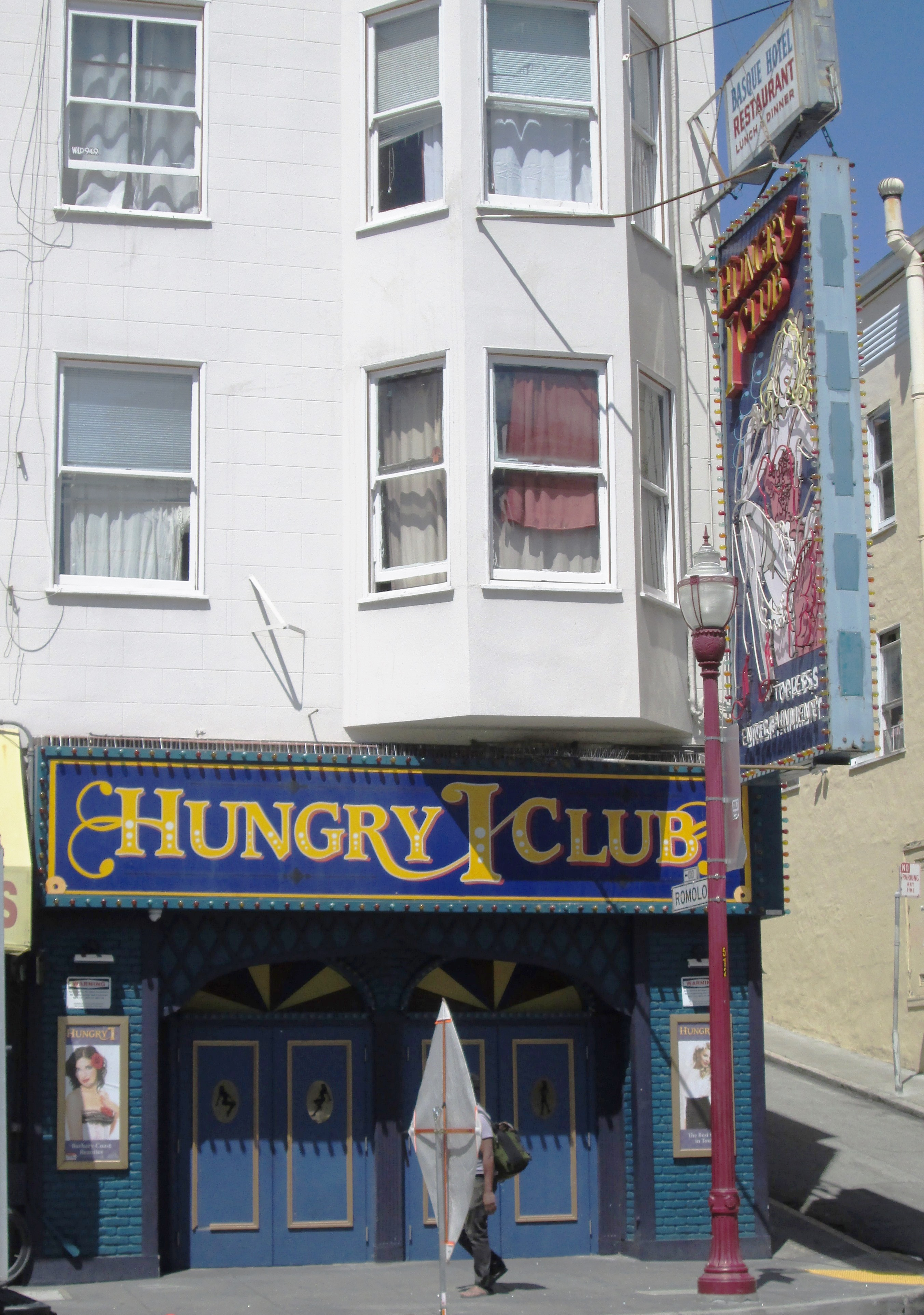
Der Hungry Club (546 Broadway, Ecke Romolo Place) in North Beach (San Francisco), in dem nach seiner Eröffnung 1950 Comedy- und Folk-Künstler, ferner Woody Allen, Lenny Bruce, Dick Cavett, Bill Cosby, Vince Guaraldi, The Kingston Trio, John Phillips (der die Hausband The Journeymen leitete), Mort Sahl und Barbra Streisand auftraten.

Granneli war bereits im Dezember 2016 auf dem Halifax Jazz Festival als Stargast bei einer Aufführung von Tales of Charlie Brown, der Musik von Vince Guaraldi aus dem Soundtrack von Charlie Brown Christmas, aufgetreten. Das Album eröffnet mit der vielleicht größten Herausforderung, so Michael Ullman, mit „Cast Your Fate to the Wind“. Nach Guaraldis Erfolg mit dem Song wurde die Melodie von Herb Alpert gecovert und von Dutzenden weiteren gesungen, darunter von Mel Tormé.
Das Trio feiert auch die Musik von Mose Allison, dessen Song „The Seventh Son“ 1958 ein Hit bei einigen Rundfunksendern an der Westküste war; der Song erschien im Jahr 1963 auf der LP Mose Allison Sings. Allison hatte einen weiteren Hit mit „Parchman Farm“ (1959), einer Melodie, die nach der berüchtigten Mississippi-Gefängnisfarm benannt ist. Die ursprüngliche Aufnahme von „Star Song“ von Guaraldi und Bola Sete (1963) war ein Beispiel für Granellis Ansatz, einen Bossa-Nova-Beat zu erzeugen, und er geht die aktuelle Version auf die gleiche Weise an, notierte S.  Victor Aaron. Die Schlussnummer „Christmas Time Is Here“ ist die einzige Anspielung auf Guaraldis bekanntes Peanuts-Œuvre A Charlie Brown Christmas (1965). Saft nimmt subtile Modulationen am Akkordmuster vor. Ein funky ineinandergreifender Groove von Granelli und Jones untermauert „Baby Please Don’t Go“; ein weiteres Groove-betontes Stück ist „Your Mind Is on Vacation“. Safts Klavier übernimmt die gleiche Kadenz wie Allisons ausgefallene Gesangsdarbietung von „Everybody’s Cryin’ Mercy“. „Young Man Blues“, ein Song, der in der Fassung von The Who (Live at Leeds) einem breiten Publikum bekannt wurde, wird von Granellis Trio wie mit der ganzen Vitalität eines jungen Mannes vorgetragen. Das Album enthält zusätzlich zwei Originalkompositionen, „Mind Prelude 1“ und „Mind Prelude 2“.

## Titelliste
- Jerry Granelli Trio: The Jerry Granelli Trio Plays Vince Guaraldi & Mose Allison (RareNoise Records – RNR120LP, RNR120[CD])[7]

1. Cast Your Fate to the Wind (Guaraldi) 3:20
2. Parchman Farm (Allison) 8:04
3. Baby, Please Don’t Go (Traditional) 5:14
4. Mind Prelude 1 (Jones, Granelli) 4:14
5. Everybody’s Cryin’ Mercy (Allison) 3:14
6. Star Song (Allison) 5:37
7. Young Man Blues (Mose Allison) 7:08
8. Mind Prelude 2 (Jones, Granelli) 4:00
9. Your Mind Is on Vacation (Allison)  4:50
10. Christmas Time Is Here (Mendelson, Guaraldi) 4:28

## Rezeption
Dan Bilawsky schrieb in JazzTimes, diejenigen, die das Gesamtbild nicht kennen, könnten Granellis Album als reine Nostalgie-Reise betrachten. Die Wahrheit sei jedoch etwas komplexer. „Obwohl Granelli, der am 30. Dezember [2020] 80 Jahre alt wird, viele unglaubliche Erinnerungen an die Zeit hat, in der er neben diesen Titelfiguren Schlagzeug gespielt hat, bleibt sein Blick auf die Straße gerichtet. Sogar dieses spezielle Album, das zugegebenermaßen einem gewissen Gefühl in seiner Umarmung der persönlichen Geschichte erliegt, umgeht die vorhersehbarsten Ergebnisse. Insofern spiegelt es den künstlerischen Kurs wider, den Granelli in den letzten drei Vierteljahrhunderten durchlaufen hat.“

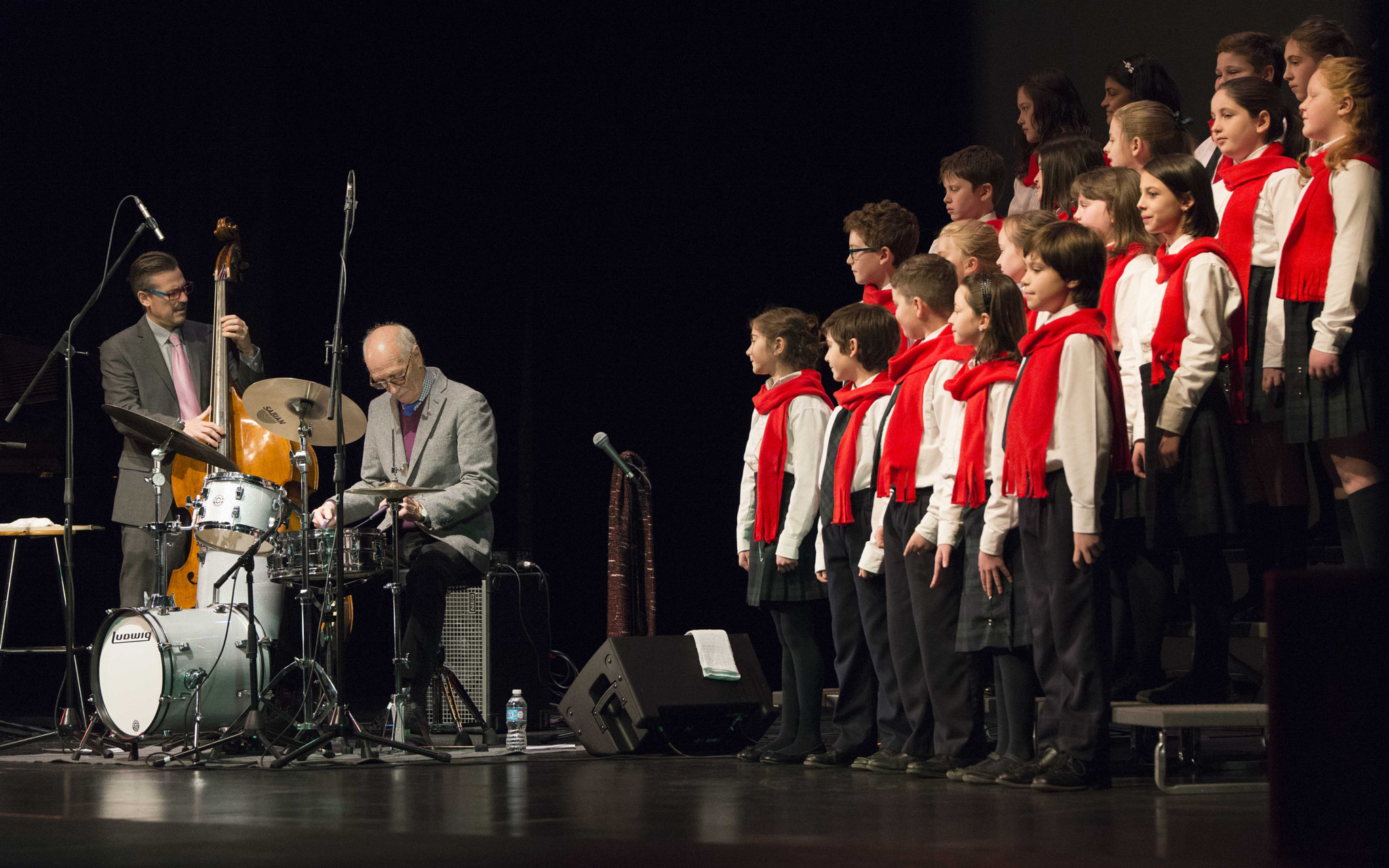
Jerry Granelli mit Bassist Simon Fisk bei einer Aufführung von Tales of Charlie Brown, der Musik aus dem Soundtrack von Charlie Brown Christmas, im Spatz Theater, Halifax 2016.

Thom Jurek verlieh dem Album in Allmusic vier Sterne und schrieb, dieses Trio mit dem New Yorker Pianisten Jamie Saft und dem Bassisten Bradley Christopher Jones sei ein „Muss“. Guaraldis Original „Cast Your Fate to the Wind“, dase oft – und schlecht – behandelt wurde (der Autor erinnert an Mel Tormés Version) werde von dem Trio so angegangen, als wenn es gestern geschrieben wurde; frische harmonische, strukturelle und rhythmische Möglichkeiten würden genutzt. Obwohl Plays the Music von Vince Guaraldi & Mose Allison ein Trio-Angebot ist, das die Geschichte des Schlagzeugers widerspiegle, geschehe dies auf eine äußerst zeitgemäße, kreative Weise, resümiert Jurek.
Reinhard Köchl schrieb in Jazz thing, dass sich Granelli eigentlich nie mit seiner Vergangenheit beschäftigen wollte; aber für die Pianisten Vince Guaraldi (der mit ihm den Soundtrack für „Peanuts“ aufgenommen hatte) und Mose Allison brach er kurz vor seinem 80. Geburtstag mit diesem Prinzip. Beider Kompositionsstil unterscheide sich markant, so der Autor: dem zärtlichen, wehmütigen, mitunter auch kitschigen Balladenstil Guaraldis („Christmas Time Is Here“) stehe der raue, kantige Blues des schrullig-genialen Allison („My Mind Is on Vacation“) gegenüber. Doch Granelli, Jamie Saft und Bradley Christopher Jones würden gottlob nicht der Versuchung erliegen, die Originale zu imitieren, sondern verpassen den Stücken ein Facelifting mit Hardbop, Blues und einer Prise Avantgarde.
Michael Ullman (Arts Fuse) geht insbesondere auf Granellis Version von „Parchman Farm“ ein; das Cover konzentriere sich auf den eindringlichen Rhythmus des Songs. Tatsächlich verwende der Schlagzeuger die entscheidende Veränderung, die Allison (gegenüber der Fassung von Bukka White) angewandt hatte. „Das Trio liefert erneut eine aufregende Leistung, die dem Original offensichtlich Tribut zollt und gleichzeitig seine eigenen lebhaften Rhythmen und den originellen Stil des Blues-Spielens einbezieht.“
Nach Ansicht von Glenn Astarite, der das Album in All About Jazz rezensierte, gebe es trotz der gelegentlichen Anspielungen auf die Vergangenheit, die bei einem Musiker von Granellis Jahrgang nur angemessen erscheine, in der Arbeit des Schlagzeugers tatsächlich kaum oder gar keine Wiederholung.
Nach Ansicht von S. Victor Aaron (Something Else), sei Plays Vince Guaraldi & Mose Allison nicht zuletzt deshalb bemerkenswert, weil es wahrscheinlich das erste Mal ist, dass Granelli versucht hat, diese beiden Hauptelemente seiner etwa sechzigjährigen Karriere in Einklang zu bringen. Seine Entscheidung, endlich zwei seiner bemerkenswertesten Arbeitgeber zu würdigen, sei hauptsächlich seinen Partnern in diesem Projekt zu verdanken, so der Autor. Sein aktuelles Trio habe einige Avantgardisten jüngerer Generationen an Bord: den Pianisten Jamie Saft und den Bassisten Bradley Christopher Jones. „Angesichts der Zeiten, in denen sie gelebt haben, der Erfahrungen, die sie gemacht haben, und ihrer Offenheit für alte und neue Musik war es unwahrscheinlich, dass sie sich verpflichtet fühlen würden, mit muffigem Gefühl die Songs von Piano-Jazzstars vor langer Zeit zu spielen.“
George W. Harris (Jazz Weekly) meint, die Stärke des Albums sei die Lyrik jedes [gewürdigten] Künstlers, aber Jamie Saft füge den berühmten Pianisten auch seine eigenen kleinen Verzierungen hinzu. Er gibt den gefühlvollen Trommeln auf „Parchment Farm“ und den Boogaloos auf „Baby Please Don't Go“ ein Herbie-Hancock-Feeling, wobei Granelli hart am Puls agiere. „Clevere Coverversionen“, so das Resümée des Autors.
Matthew Wright lobte im Jazz Journal, Granells Hommage an Guaraldi und Alison sei sehr angenehm; sie erinnere an einige großartige Kompositionen und biete ein Festmahl mit frischen Aufnahmen.